# 金慶洙
金慶洙（：／ Kim Kyung-soo；1967年12月1日—），大韓民國政治人物。现任地方时代委员会委员长（部长级）。由於出身於慶尚南道，且政治經歷多與前總統盧武鉉、文在寅共事，一般被視為親盧派、親文派。2018年地方選舉當選為慶尚南道知事，是韓國自由派首次以政黨提名的方式奪得該職。2021年7月，因製造網絡輿論案被韓國大法院判處兩年監禁的終審裁決，因而喪失知事職務。2022年12月23日，韓國法务部赦免审查委员会开会审查新年特赦名单，金慶洙名字在列。

## 學歷
- 川前初等學校
- 晋州南中學校
- 晋州東明高等學校
- 首爾大學人類學學士

## 經歷
- 1994年8月：國會議員申溪輪、柳宣浩、林采正助理。
- 2002年7月－12月：第十六屆總統選舉新千年民主黨候選人盧武鉉選舉對策委員會戰略規劃組副組長。
- 2003年3月：青瓦臺秘書處國家國務委員會第一屆主管。
- 2006年3月：開放國民黨特任委員。
- 2007年4月：青瓦臺秘書處演講策劃局局長。
- 2008年2月：青瓦臺秘書處公共事務部長。
- 2012年1月：共同民主黨慶尚南道金海市乙地區委員長。
- 2012年6月－12月：第十八屆總統選舉民主統合黨候選人文在寅選舉對策委員會公告修行組長。
- 2013年：民主黨政治委員會副議長。
- 2015年1月－2016年8月：新政治民主聯合→共同民主黨慶尚南道黨委員長。
- 2016年1月：共同民主黨新政黨委員會委員。
- 2016年5月－2018年5月：第二十屆國會議員（選區：慶尚南道金海市乙）。
- 2017年5月－2017年7月：國家規劃委員會規劃小組委員。
- 2017年6月：共同民主黨院內管理副代表。
- 2018年7月－2021年7月：慶尚南道知事。
- 2025年6月－：地方时代委员会委员长

## 選舉履歷
| 年度 | 選舉屆數       | 選舉區           | 所屬政黨       | 得票數  | 得票率 | 當選標記 | 備註 |
| ---- | -------------- | ---------------- | -------------- | ------- | ------ | -------- | ---- |
| 2012 | 第19屆國會選舉 | 慶尚南道金海市乙 | 民主統合黨     | 58,157  | 47.80% |          |      |
| 2014 | 第6屆地方選舉  | 庆尚南道知事     | 新政治民主聯合 | 559,367 | 36.07% |          |      |
| 2016 | 第20屆國會選舉 | 慶尚南道金海市乙 | 共同民主党     | 70,600  | 62.38% |          |      |
| 2018 | 第7屆地方選舉  | 庆尚南道知事     | 共同民主党     | 941,491 | 52.81% |          |      |